# Angelo Bona
Angelo Bona (Bologna, 30 gennaio 1955) è uno psicoterapeuta italiano che ha pubblicato libri in merito alla sua attività professionale, in particolare in relazione all'ipnosi e alla tecnica pseudoscientifica dell'ipnosi regressiva.

## Biografia
Dopo la laurea in Medicina e Chirurgia, ha completato il proprio percorso di studi conseguendo il diploma di psicoterapeuta e l'iscrizione all'elenco dei medici psicoterapeuti di Bologna. Si è poi specializzato in Anestesia e Rianimazione e si è dedicato alla libera professione e alla psicoterapia individuale.
Negli anni Bona ha approfondito l'analisi dei testi indiani e della cultura orientale, prestando particolare attenzione ad autori come Patañjali, Paramahansa Yogananda, Maharishi Mahesh Yogi, Laozi, Jiddu Krishnamurti e Alan Watts.
Nel 2005 ha fondato l'A.I.I.Re., Associazione Italiana Ipnosi Regressiva, di cui è presidente.
Ha pubblicato numerosi testi sull'ipnosi regressiva e la psicoterapia per Edizioni Mediterranee, Arnoldo Mondadori Editore e Il Punto d'Incontro.

## Attività
Nella sua pratica professionale applica il metodo dell'ipnosi regressiva, tecnica considerata priva di fondamento scientifico utilizzata all'interno della psicoterapia da altri medici quali Raymond Moody, Brian Weiss. Tale pratica, secondo la scienza, produce falsi ricordi e confabulazioni, cioè racconti deformati nel loro contenuto e prodotti inconsapevolmente. Inoltre i critici della metodica parlano di pseudoreminiscenze, cioè di alloamnesie (con errori nella collocazione dell'evento) o di pseudomnesie (ovvero falsi contenuti della memoria relativi a esperienze mai vissute). Di parere opposto è Raymond Moody che considera la regressione ipnotica "una rivelazione dell'inconscio più profondo, che ci dà la prova di una vita precedente". In base ai risultati ottenuti con questo metodo egli ritiene che i pazienti seguiti abbiano effettivamente ricordato vite precedenti. Sulla base dei risultati ottenuti ha ritenuto di poter definire pertanto una "legge karmica emozionale", secondo la quale gli stati emotivi indotti in noi stessi e negli altri nelle vite precedenti sarebbero rispecchiati emozionalmente nelle patologie attuali. Ritiene inoltre che eventi disarmonici generino "nuclei di tensione karmica" che produrrebbero dolore se non sfogati per mezzo di una "abreazione". La regressione ipnotica sarebbe una delle metodiche che consentirebbero di disinnescare questi nuclei di tensione.
Bona afferma di ricollegarsi alla filosofia delle Upanishad dell'antica India, risalenti al 900 a.C., filosofia che si ritrova negli Yogasutra di Patanjali vissuto probabilmente tra il IX e il IV secolo a.C. Il religioso indiano riteneva che l'anima conservi le impressioni (samskāra) delle vite precedenti che il karma ha determinato. Patanjali chiamava il processo di presunta regressione a vite precedenti pratiprasavah, letteralmente "riassorbimento", "nascita a ritroso". Tale pratica sarebbe in uso in numerose scuole di Yoga.
In riferimento alle polemiche Bona ha affermato che: "La scienza giustamente ritiene di non poter integrare in essa l'ipnosi regressiva, perché apre territori e mondi non ancora classificabili".

## Opere
- Vita nella vita, Mediterranee, 2001
- Ipnosi regressiva e psicoterapia dell'entusiasmo, Mediterranee, 2003
- L'amore oltre la vita, Oscar Mondadori, 200
- L'amore dopo il tramonto, Oscar Mondadori, 2005
- L'amore maestro, Oscar Mondadori, 2006
- Una stazione nel cuore, Oscar Mondadori, 2008
- Il palpito dell'Uno, l'ipnosi regressiva e i colloqui con gli Spiriti Maestri, Oscar Mondadori, 2009
- Due cuori un'Anima Unica, l'ipnosi regressiva e il segreto di Noi-Amore, Oscar Mondadori, 2010
- Cerca la tua Immortalità, l'ipnosi regressiva: una via per l'eternità,  Oscar Mondadori, 2011
- Nel nome dell'Uno, l'ipnosi regressiva e i colloqui con i Maestri dell'Amore, Oscar Mondadori, 2013

### Collaborazioni
Presentazione in  Patañjali - yoga-sūtra, traduzione di Guido Sgaravatti, Abano terme, Uniontrust, 2009, ISBN non esistente..